# خوسيه ماريا نورييغا
خوسيه ماريا نورييغا (بالإسبانية: José María Noriega) هو لاعب كرة قدم إسباني في مركز الهجوم، ولد في 14 نوفمبر 1958 في بلباو في إسبانيا. لعب مع أتلتيك بيلباو ب وأتلتيك بيلباو ونادي تينيريفي.